# ラーダ (自動車)

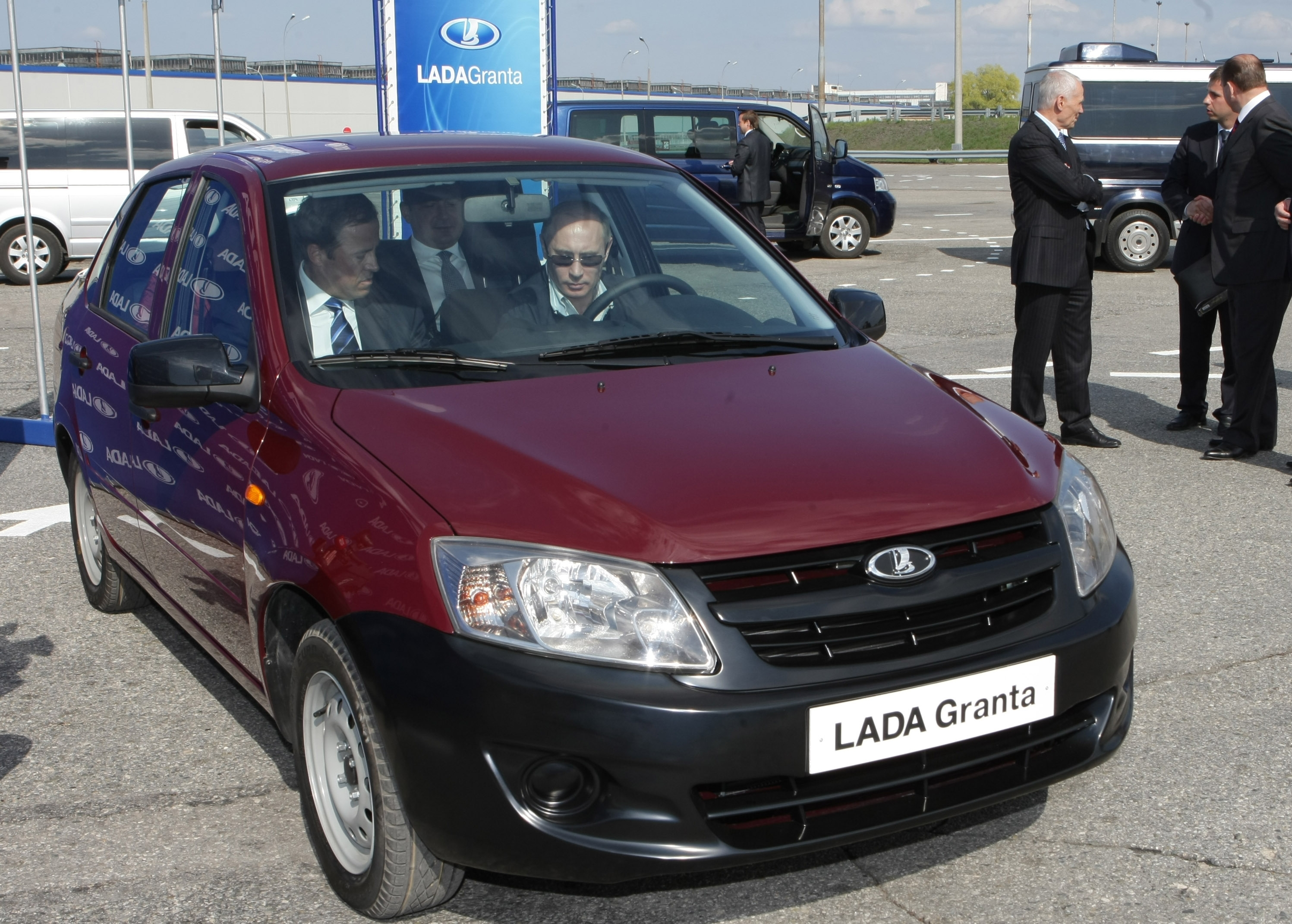
ウラジーミル・プーチンが試乗しているラーダ・グランタ

ラーダ (英: LADA, 露: ЛАДА) は、ロシアの自動車メーカーであるアフトヴァースにより製造される自動車が販売されるブランド名である。元々は輸出仕様車専用のブランド名であり、旧ソビエト連邦国内ではジグリ (英語: ZHIGULI、露: ЖИΓУЛИ) のブランド名で販売された。現在はロシア国内外問わずラーダのブランド名で販売される。ラーダという呼称は、ヴァイキングが用いた帆船に由来し、CIも図案化された帆船をモチーフとしている。

## 概要

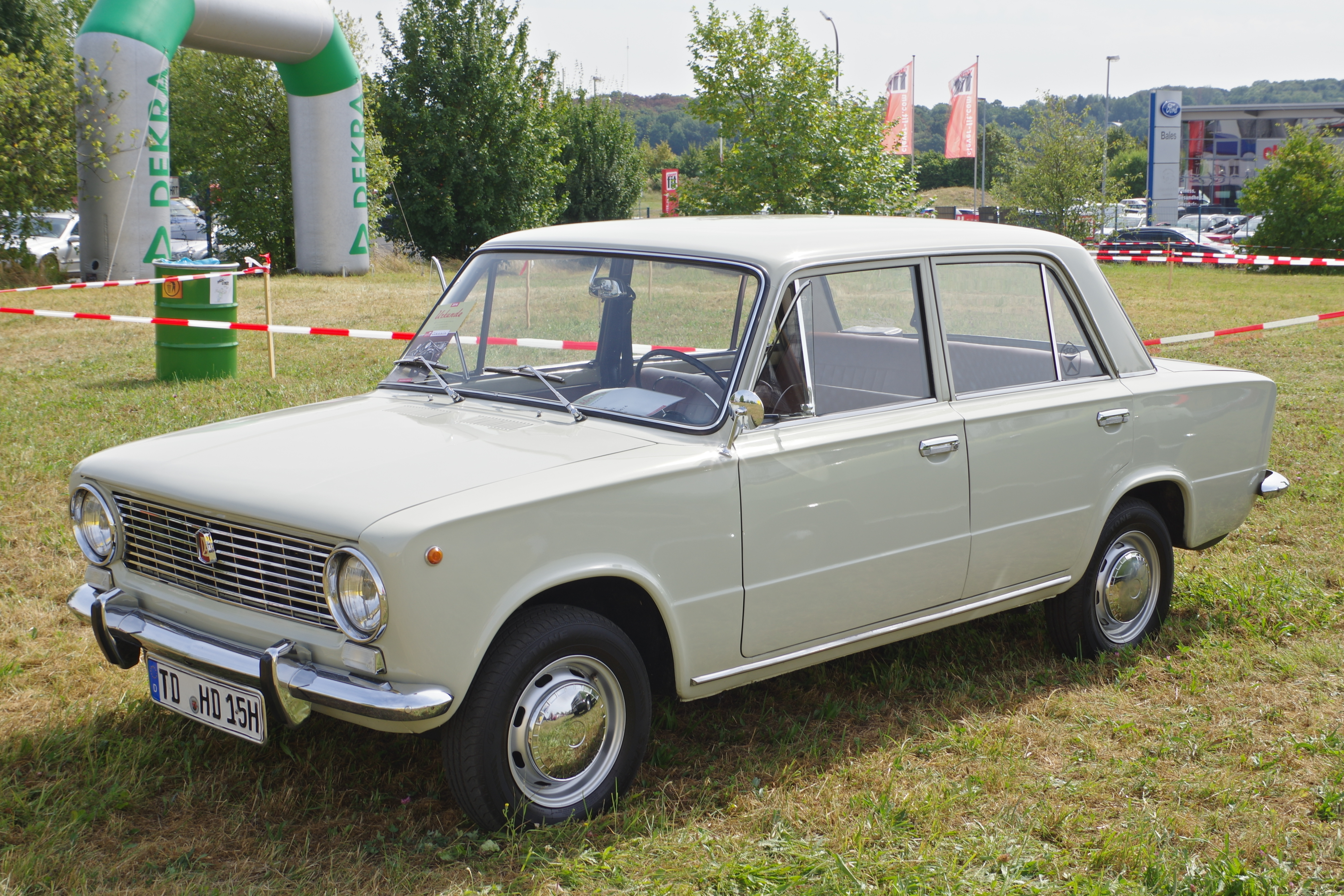
ラーダ・2101

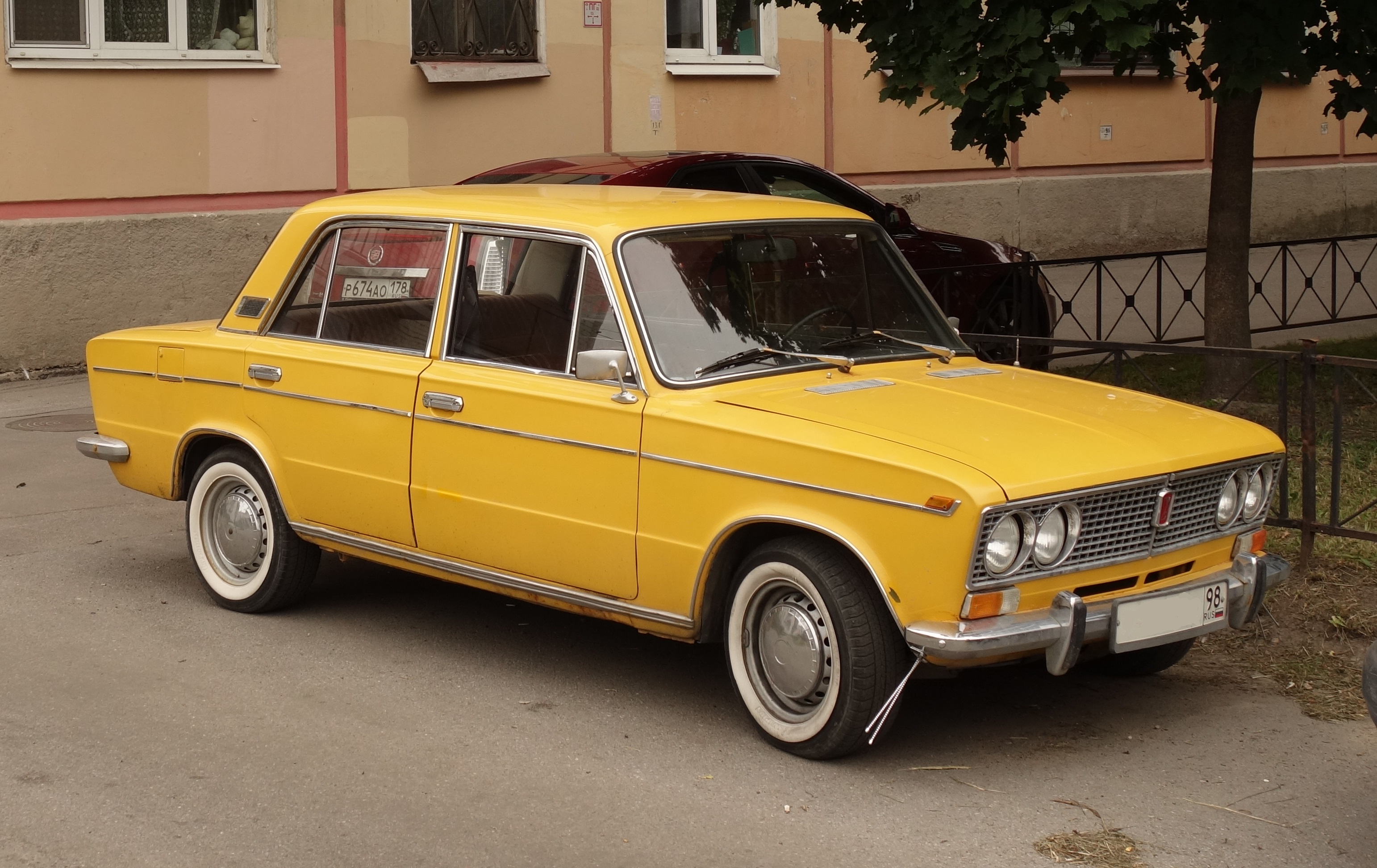
ラーダ・2103

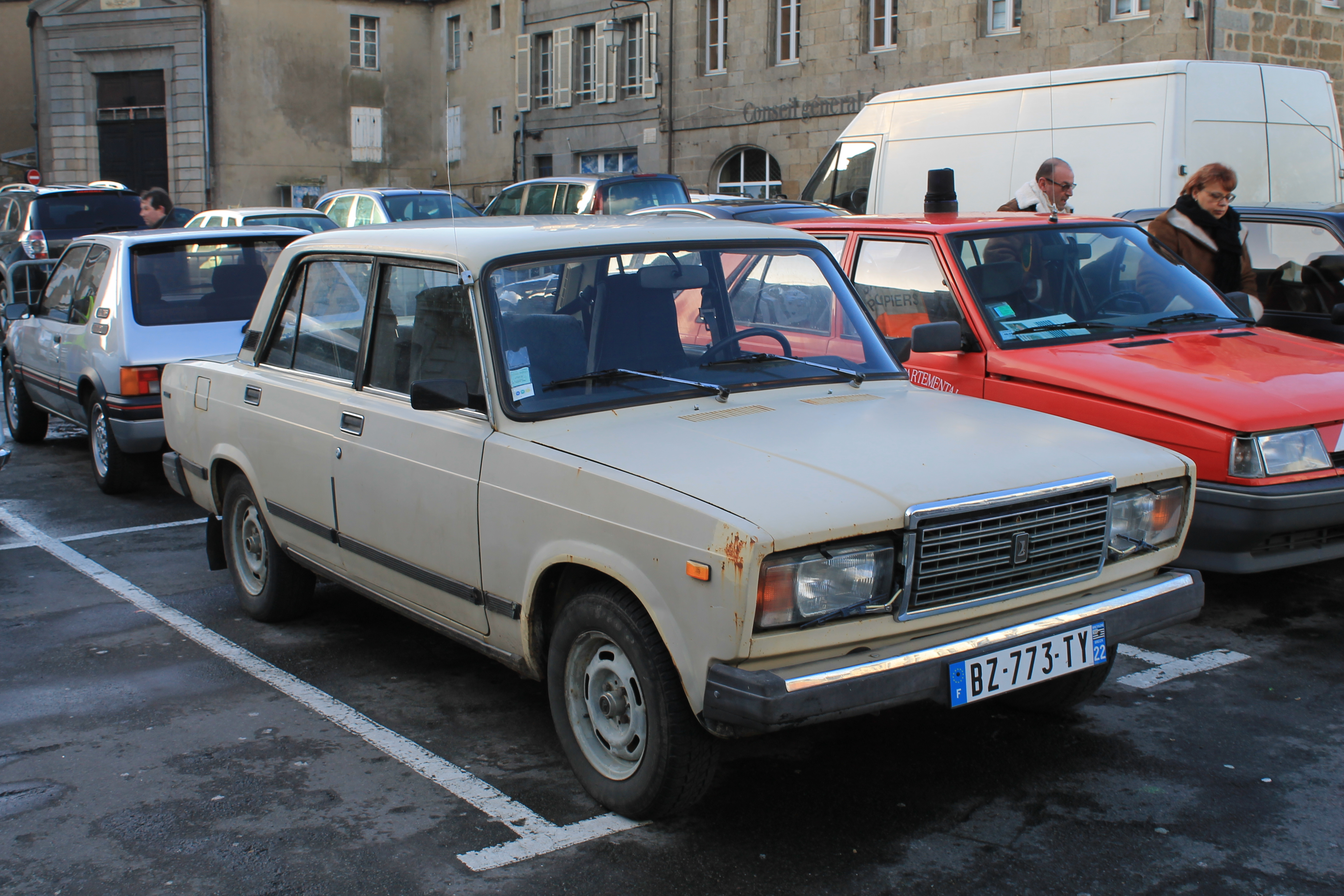
ラーダ・2107

1977年に発売されたクロスカントリータイプの「ニーヴァ」は、1980年代から日本にも輸入されていたことがあり、根強いファンがいる。
新型のラーダは西欧の乗用車に見劣りしないデザインとなっているが、東側諸国ではソ連製品への嫌悪から、相変わらず「悪い車」の代名詞になってしまっている。しかしながら、価格の安さと整備性（構造が単純なため、壊れてもすぐ直せる）によって、現在も非常に多くの新・旧ラーダが旧ソ連構成国や東欧で使用されている。
なお、ラーダシリーズには旧ソ連時代にロータリーエンジンを製造して市販車両に搭載された車両が存在した事が近年になって知られるようになった。1974年から2002年までロータリーエンジンを搭載したラーダが販売されていたが、冷戦時代にNSUやマツダへのライセンス料を支払わずに生産を行っていた関係で、現在アフトヴァーズも表立ってロータリーエンジンの存在をアピールしておらず、ロシア語の言語の壁もあり西側英語圏諸国も含めて、ロシア国外へは未だにその全容が十分に伝わってきていない。
1993年、アフトヴァースはヴャチェスラフ・ズヴェレフによって1992年に設立されたTTSと契約を締結した。 1995年、最初の本格的なLADAカーセンターがナーベレジヌイェ・チェルヌイにオープンし、自動車工場からの直接配達を開始した。 1995年、カザンにオフィスがオープンした。車はカーセンターから運転されていたが、1997年以降は鉄道で運ばれるようになった。
2008年、アフトヴァースは販売不振などによりルノーから出資を受けた。その後登場したラーダ車はルノーおよび日産の技術をベースにした車である。2010年にはロシア人F1レーサー、ヴィタリー・ペトロフとの繋がりもありルノーF1とパートナー契約を結んだ。
2012年4月17日、需要の急減を理由にイジェフスク自動車工場 (IzhAvto) での2107の製造を終了した。フィアット・124をベースとする「クラシック」シリーズは42年の歴史に幕を閉じた（ただし、エジプト工場向けの組立キットの製造・供給は2014年まで行われた
）。なお、IzhAvtoでは8月からグランタの製造を開始した。
2022年ロシアのウクライナ侵攻が始まるとロシアに対する経済制裁が行われた。このため同年4月以降は、海外からの基幹部品の調達が困難となり製造を一時休止。同年5月16日には、ルノーがアフトバズ株の約68%全てを国営企業に売却すると発表、自国内で完結する独自の生産体制を歩まざるを得なくなった。同年6月には、トリヤッチ工場で生産を再開したが部品の調達は依然として難航、アンチロックブレーキシステムやエアバッグなど安全装置の省略を余儀なくされた。
また、2025年1月にはロシア軍は2022年2月の侵攻開始以来およそ1万1000両（当時）の装甲戦闘車両を失う壊滅的損害によって、旧ソ連時代から備蓄してきた装甲車両全般の在庫が払底する状態に陥った。そのため、ウクライナ軍の無人航空機が警戒・監視を行う中間地帯において、ロシア兵がラーダブランドの小型乗用車であるジグリや小型SUVのニーヴァなどの民生用の非装甲車両を用い、自殺同然の突撃を行うことが常態化している。ラーダの民生自動車は装甲車両のように舗装路以外での走行を想定していないため、春先のベズドリジジャ（泥濘期）において泥のぬかるみに嵌まり、ドローンや大砲によって撃破されることが多発している。

## 車種一覧
現行生産車種

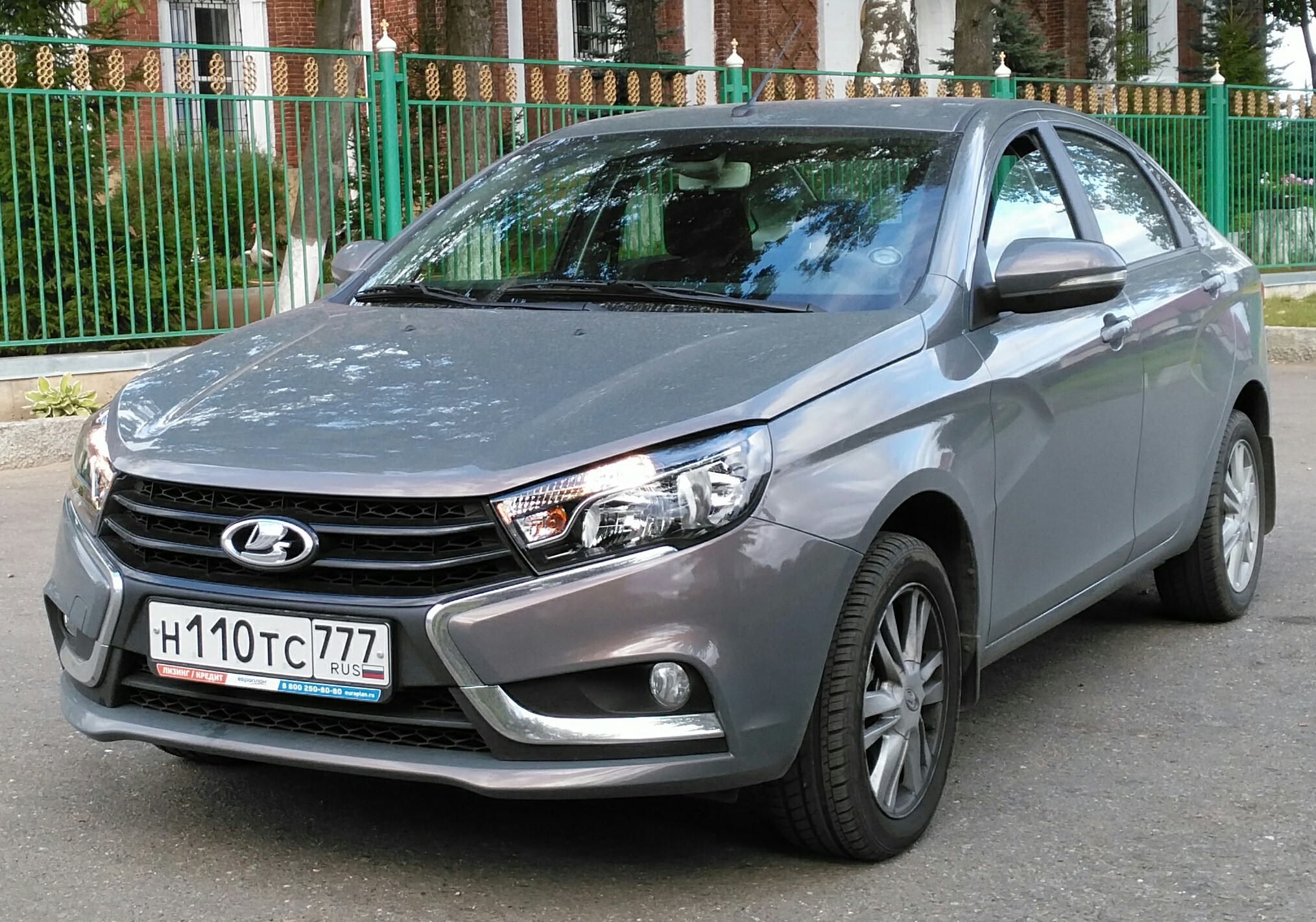
ラーダ・ヴェスタ

- X-クロス5 (X-Cross 5) - 2023年発売。奔騰・T77のバッジエンジニアリング車。
- ヴェスタ (Vesta) - 2015年発売。Cセグメント級のセダン、およびステーションワゴン、そのクロスオーバーSUVモデル。
- ラルグス (Largus) - 2012年発売。初代ダチア・ロガンMCVのバッジエンジニアリング車。
- グランタ (Granta) - 2011年発売。カリーナの後継車種。
- ニーヴァ・トラベル (Niva Travel) - 1998年発売。ニーヴァの大幅改良版。
- ニーヴァ・レジェンド (Niva Legend) - 1977年発売。小型SUV及び小型ピックアップトラック。

過去の製造車種
- VAZ-2101、VAZ-2102 - フィアット・124のライセンス生産車。
- VAZ-2103、VAZ-2101の高級版で、フィアット・124スペシャルがベース。
- VAZ-2104、VAZ-2105、VAZ-2106、VAZ-2107 - VAZ-2101の改良版。海外ではリーヴァ (Riva)、ノヴァ (Nova)、シグネット (Signet)、ライカ (Laika) などの車名で販売された。
- サマーラ (Samara) - 1984年発売。ハッチバック、セダン、クーペ、コンバーチブル、パネルバン。
- オカ (Oka、VAZ-1111) - 1988年発売。ハッチバック及びパネルバン。
- タヴリア (Tavria) - 1990年発売。ZAZ・タヴリアと同型車で、チリで販売された。
- ラーダ・110、111、112 - 1995年発売。110はセダン、111はステーションワゴン、112はハッチバック。
- ナデジダ (Nadezhda) - 1998年発売。ミニバン。
- カリーナ (Kalina) - 2004年発売。Bセグメント級の小型車。
- プリオラ (Priora) - 2007年発売。ラーダ・110シリーズの大幅改良版。
- エクスレイ (XRAY) - 2016年発売。コンパクトSUV。

## モータースポーツ

### ラリー

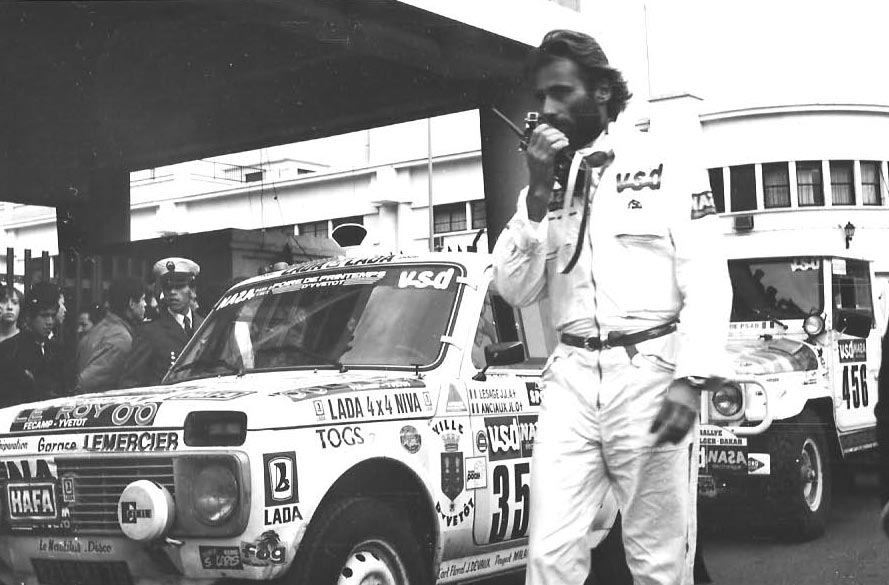
1986年パリダカのニーヴァと、パリダカ創始者のティエリー・サビーヌ

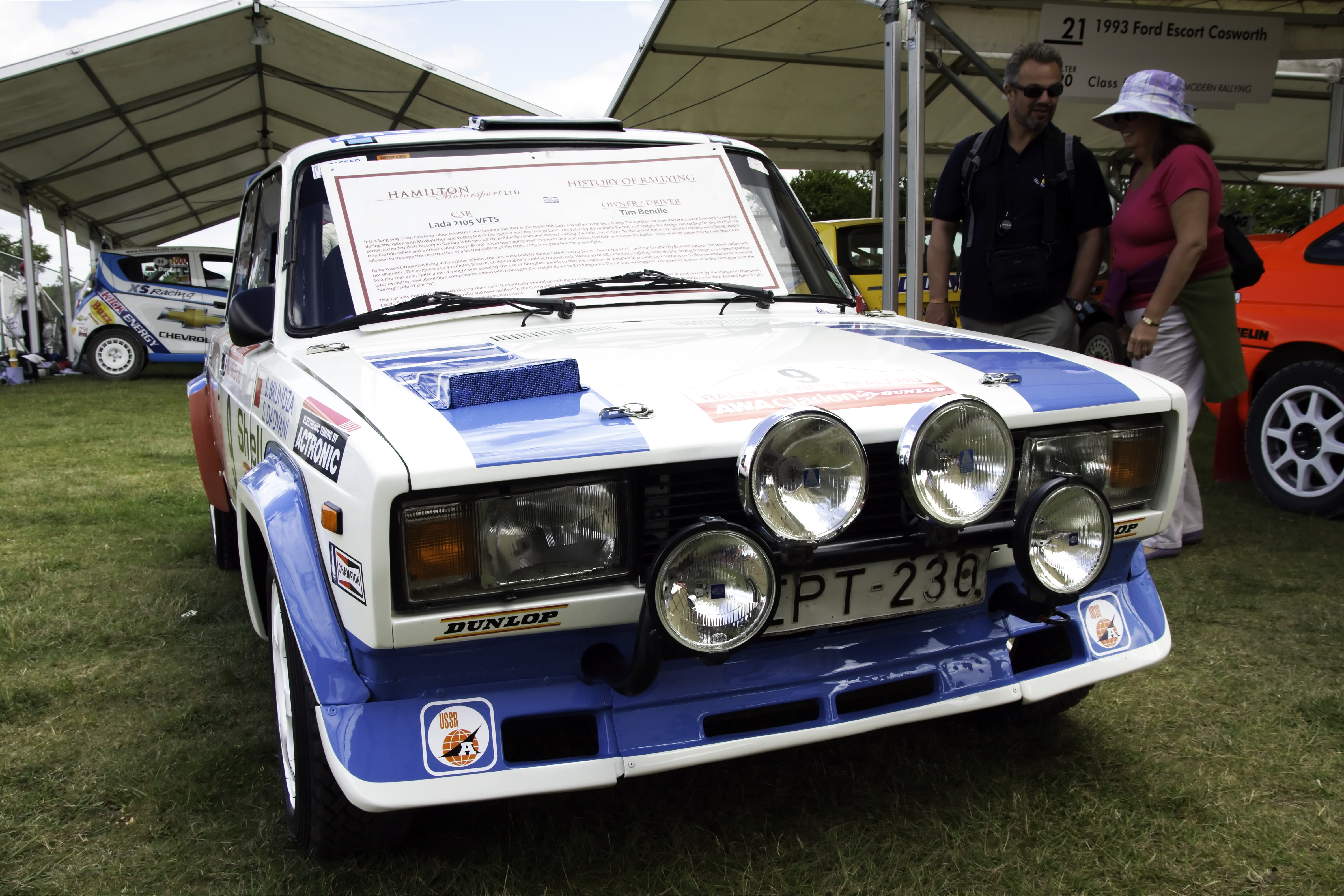
2105VFTS　Gr.B

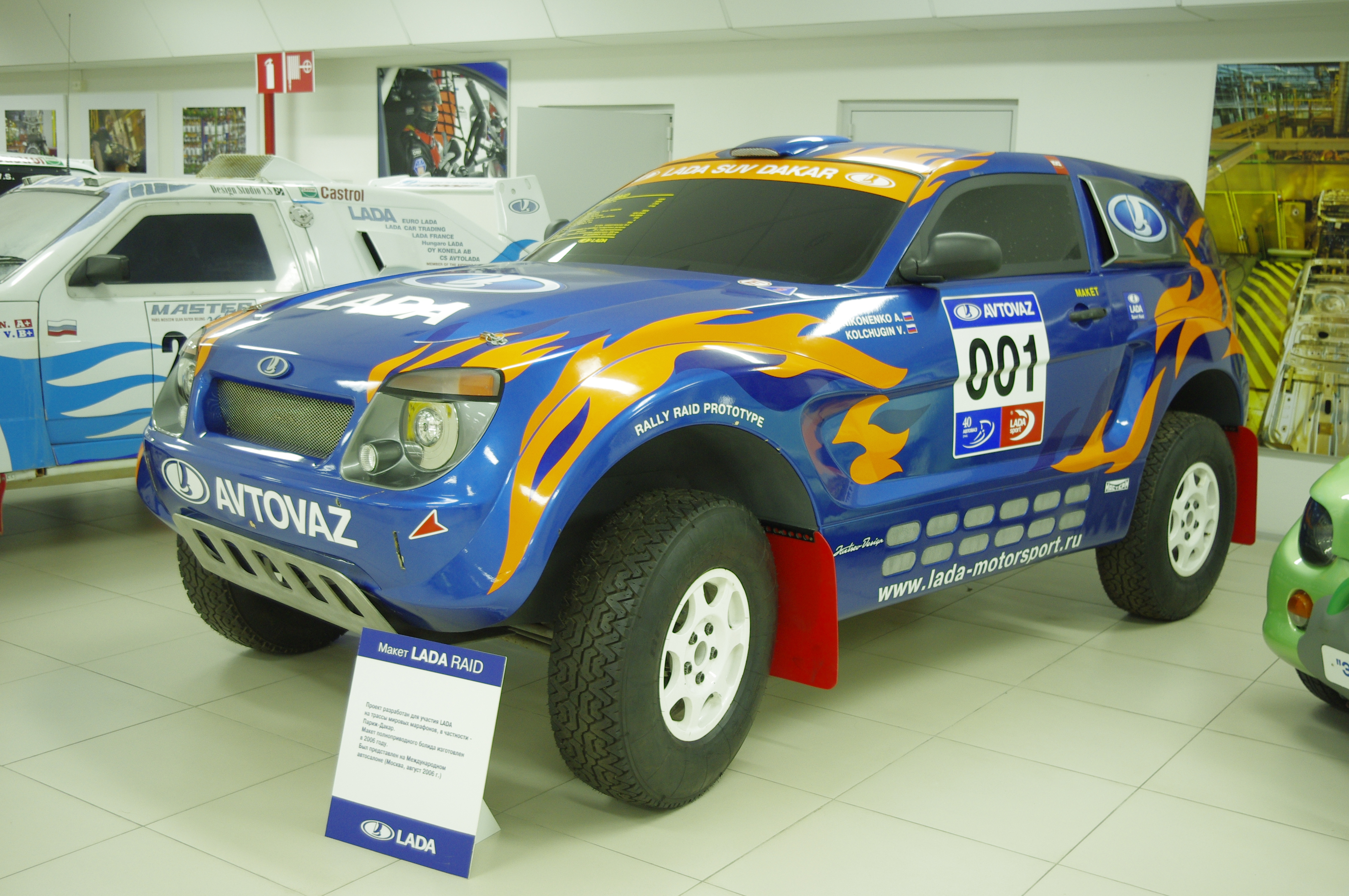
ラーダ・レイド（コンセプトカー）

1970年初頭から、ソビエト国内ラリーでの活動を開始した。
WRC（世界ラリー選手権）に、1975年から78年の1000湖ラリーへ1300、1500を、1979年のアクロポリス・ラリーからは21011を投入。この頃はスポット参戦ながらもポイント圏内にコンスタントに入っており、シリーズフル参戦組の中堅クラスをおびやかす存在でもあった。
1978年の第一回パリ・ダカールラリーには、ラーダ車を愛好し欧州で販売したフランス人のジャン-ジャック・ポックがニーヴァを用いて参戦し、以降も継続することになる。彼の影響でフランス人にニーヴァは愛好され、その中には後にダカールを複数回制するフランス人のピエール・ラルティーグやジャン＝ルイ・シュレッサー、ユベール・オリオールもいた。1983年にはニーヴァがダカールで総合2位を獲得している。また1985年バハ・アラゴンや1986年チュニジア・ラリーなどでラルティーグが総合優勝を記録している。
1984年から1986年のアークティク・ラリーではグループBへ2105 VFTS、グループAには2105を投入。周りのマシン性能が飛躍的に上がってきた事もありポイント圏内に入るには至らなかったが、各地のプライベーターの参戦も点在していた。グループBの後継となるグループSでもサマーラを投入する予定であったが、規定消滅により白紙となった。
ジャン-ジャック・ポックはフランスのオレカとの提携により、サマーラをポルシェ・959のコンポーネントを流用して改造し、パリ・ダカールラリーで活躍。1991年は二輪王者ユベール・オリオールのドライブにより総合5位を獲得した。このマシンは改良を繰り返しながら2000年頃まで運用された。
最大2.0Lの自然吸気エンジンと二輪駆動のF2規定で行われるFIA 2.0Lカップでは、1993年にラリー・ニュージーランドでサマーラがロシア人たちのドライブで1勝を挙げている。
2006年にワークスチームとしてダカールに参戦する計画が立ち上がり、2008年からプロトタイプクラスに「ラーダ・レイド」を投入するつもりであったが、結局お蔵入りとなっている。
R規定発足後は、アリーナやグランタのR1規定車両の供給を行った。

### ツーリングカー

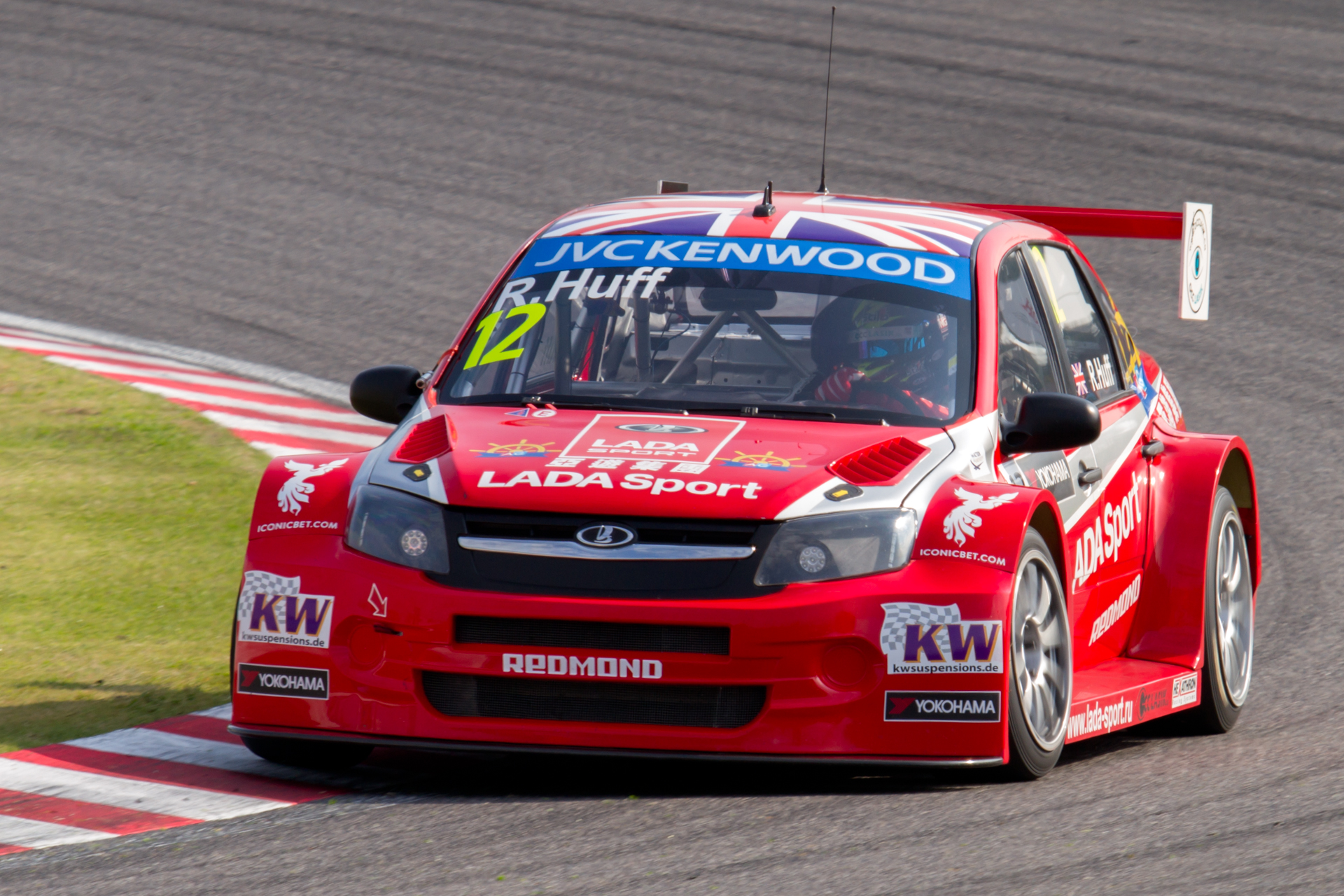
2014年WTCCのラーダ・グランタ

スーパー2000規定を用いたWTCC（世界ツーリングカー選手権）やBTCC（イギリスツーリングカー選手権）に2000年代後半から参戦した。最初の戦績は中小プライベーター並のものであったが、2011年に高性能車/レース部門となる完全子会社「ラーダ・スポーツ」を設立し、2014年にTC1規定が導入された後に、WTCCでシトロエンやホンダを相手に複数回の勝利を得た。なおTC1でのチームオペレーション・マシン開発は、オレカが担った。
TCR規定でも、オレカとの提携によりベスタスポーツのマシンを開発・供給している。